# Ephedrus cavariellae
Ephedrus cavariellae är en stekelart som beskrevs av Hajimu Takada 1968. Ephedrus cavariellae ingår i släktet Ephedrus och familjen bracksteklar. Inga underarter finns listade i Catalogue of Life.